# Mushishi
Mushishi (蟲師, Mushi-shi, litt. « Maître des mushi ») est un manga écrit et illustré par Yuki Urushibara, prépublié entre 1999 et 2008 dans le magazine Monthly Afternoon, et compilé en un total de dix tankōbon. La version française est éditée par Kana.
Une adaptation en série télévisée d'animation réalisée par le studio Artland a été diffusée entre octobre 2005 et mars 2006 au Japon. Un épisode spécial a été diffusé en janvier 2014, suivi par une seconde saison entre avril et décembre 2014 et un film d'animation en mai 2015. Une adaptation en film live réalisée par Katsuhiro Ōtomo a vu le jour en mars 2007.
Les sept premiers volumes se sont écoulés à plus de 2,5 millions d'exemplaires, et le manga a été récompensé par de nombreux prix.

## Synopsis
Mêlant fantastique, écologie et Japon traditionnel, Mushishi est une suite d’histoires ou de contes autour des mushi, une forme de vie primitive, plus élémentaire que toutes les autres formes de vies. Ces histoires narrent les péripéties de Ginko, un spécialiste des mushi, une des rares personnes à pouvoir les voir, et qui a le don d'attirer les mushi, ce qui fait qu'il ne peut pas rester longtemps dans un même endroit et le pousse à être un itinérant. 
Chaque épisode relate une enquête sur des affaires plus ou moins étranges liées aux mushi, chaque mushi rencontré causant différents effets qui se manifestent toujours à travers leur rapport à l'humanité, malgré les hommes ou à travers l'utilisation qu'ils en font : ils vont des maladies aux dons extraordinaires, en passant par la fertilisation des terres ou encore la capacité à redonner la vie.

## Personnages
La série étant une suite de récits autour des mushi, il y a peu de personnages récurrents, seuls quelques amis et collaborateurs de Ginko.
Ginko (ギンコ)
Ginko a des cheveux inhabituellement blancs et un seul œil, de couleur verte. Ces caractéristiques sont dues à un incident survenu alors qu'il était enfant et durant lequel il a oublié son vrai nom : Yoki (ヨキ). Aucune explication n'est fournie dans le contexte de l'histoire pour expliquer pourquoi ses vêtements plutôt modernes ne semblent pas correspondre à la période reflétée par tous les autres personnages, bien que l'auteur a expliqué que c'est un reste du design prévu à l'origine pour se dérouler à l'époque moderne. Ginko possède un pouvoir rare : il attire les mushi, ce qui l'oblige à garder un mode de vie itinérant. Séjourner trop longtemps dans un endroit attirerait une quantité potentiellement dangereuse de mushi. Il fume aussi constamment un tabac spécial afin de maintenir les mushi à l'écart. En termes de personnalité, Ginko est plutôt décontracté. Cependant, il est très sérieux quand il s'agit de protéger les gens des mushi. Il défend que les mushi ne sont pas mauvais, mais qu'ils essayent simplement de survivre comme tout le monde. Il met aussi en avant la nécessité de faire attention lorsqu'il s'agit d'utiliser les pouvoirs des mushi, notamment lorsque ceux-ci ont un impact important et hors de l'ordre de la nature.
Tanyū Karibusa (狩房淡幽, Karibusa Tanyū)
Tanyū est une jeune copiste qui écrit les histoires d'extermination de mushi racontées par les mushishi afin de venir à bout d’un mushi interdit scellé en elle. Celui-ci se transmet de génération en génération dans le corps des copistes sous la forme d'une large tache de naissance noire qui paralyse le membre, et disparait au fil des générations grâce au travail des copistes.
Adashino (化野)
Adashino est le docteur d'un village de pêcheurs. Il collectionne les objets rares en rapport avec les mushi. C'est un ami de Ginko, dont il rachète les trouvailles.
Nui (ぬい)
Nui est une femme Mushishi qui a recueilli Ginko dans sa jeunesse lors de la mort de sa mère. Elle lui a enseigné les rudiments du métier de Mushishi. Elle aussi était borgne et avait les cheveux blancs à cause de mushi nommés « Ginko ». Elle n'apparaît qu'une seule fois, mais sa voix narre les débuts d'épisodes dans l'anime.

## Analyse de l’œuvre

### Réception
Les sept premiers volumes se sont écoulés à plus de 2,5 millions d'exemplaires en juillet 2006.
L'anime a également été très bien accueilli. Il est considéré par de nombreux sites comme étant l'une des meilleures séries japonaises jamais réalisées[réf. nécessaire].

## Manga
La série a débuté en 1999 dans l'édition spéciale du magazine Monthly Afternoon. Le premier volume relié est publié le 22 novembre 2000. Le dernier chapitre a été publié le 25 août 2008 dans le magazine Monthly Afternoon, et le dixième et dernier volume est publié le 21 novembre 2008. Deux chapitres spéciaux ont été publiés en novembre et décembre 2013. Une édition deluxe est publiée au Japon entre le 21 novembre 2013 et le 23 juillet 2014.
La version française est éditée en intégralité par Kana. La série est également éditée en Amérique du Nord par Del Rey Manga.

### Liste des volumes
| no | Japonais         | Japonais          | Français          | Français          |
| no | Date de sortie   | ISBN              | Date de sortie    | ISBN              |
| --- | ---------------- | ----------------- | ----------------- | ----------------- |
| 1 | 22 novembre 2000 | 978-4-06-314255-6 | 18 mai 2007       | 978-2-5050-0102-7 |
| Liste des chapitres : - 01. La Place verte (緑の座, Midori no Za) - 02. Les Cornes tendres (柔らかい角, Yawarakai Tsuno) - 03. Le Passage de l'oreiller (枕小路, Makura Kōji) - 04. La Lumière sous les paupières (瞼の光, Mabuta no Hikari) - 05. Le Marais voyageur (旅をする沼, Tabi wo Suru Numa)                                                                     |                  |                   |                   |                   |
| 2 | 22 février 2002  | 978-4-06-314284-6 | 6 juillet 2007    | 978-2-5050-0151-5 |
| Liste des chapitres : - 06. La montagne dort (やまねむる, Yama nemuru) - 07. La Mer du pinceau (筆の海, Fude no Umi) - 08. Ceux qui respirent la rosée (露を吸う群, Tsuyu o suu mure) - 09. Avec la pluie vient l'arc-en-ciel (雨が来る虹がたつ, Ame ga kuru niji ga tatsu) - 10. Les Spores d'ouate (綿胞子, Wata Bōshi)                                                 |                  |                   |                   |                   |
| 3 | 20 décembre 2002 | 978-4-06-314312-6 | 14 septembre 2007 | 978-2-5050-0166-9 |
| Liste des chapitres : - 11. Le Cri de la rouille (錆の鳴く聲, Sabi no Naku Koe) - 12. Les Limites de la mer (海境より, Unasaka Yori) - 13. Le Grain lourd (重い実, Omoi Mi) - 14. Du blanc dans la pierre à encre (硯に棲む白, Suzuri ni Sumu Shiro) - 15. Les Poissons borgnes (眇の魚, Sugame no Uo)                                                                    |                  |                   |                   |                   |
| 4 | 23 octobre 2003  | 978-4-06-314332-4 | 2 novembre 2007   | 978-2-5050-0190-4 |
| Liste des chapitres : - 16. Les Cueilleurs de cocons vides (虚繭取, Uro Mayu Tori) - 17. Le Pont d'une nuit (一夜橋, Hitoyo Bashi) - 18. Le Printemps imposteur (春と嘯く, Haru to Usobuku) - 19. La Cage (籠のなか, Kago no Naka) - 20. Le Bruissement de l'herbe foulée (草を踏む音, Kusa wo Fumu Oto)                                                                  |                  |                   |                   |                   |
| 5 | 22 octobre 2004  | 978-4-06-314361-4 | 7 décembre 2007   | 978-2-5050-0202-4 |
| Liste des chapitres : - 21. Le Palais sous les flots (沖つ宮, Okitsu Miya) - 22. Bon œil, mauvais œil (眼福眼禍, Ganpuku Ganka) - 23. Le Vêtement qui enveloppe la montagne (山抱く衣, Yama Idaku Koromo) - 24. Les Champs incendiés (篝野行, Kagarino Kō) - 25. Le Serpent de l'aube (暁の蛇, Akatsuki no Hebi)                                                          |                  |                   |                   |                   |
| 6 | 23 juin 2005     | 978-4-06-314381-2 | 15 février 2008   | 978-2-5050-0272-7 |
| Liste des chapitres : - 26. Le Fil du haut du ciel (天辺の糸, Teppen no Ito) - 27. Le Chant des coquillages (囀る貝, Saezuru Kai) - 28. La Main qui caresse la nuit (夜を撫でる手, Yoru wo Naderu Te) - 29. Sous la neige (雪の下, Yuki no Shita) - 30. Le Banquet au bout des champs (野末の宴, Nozue no Utage)                                                          |                  |                   |                   |                   |
| 7 | 23 février 2006  | 978-4-06-314404-8 | 4 avril 2008      | 978-2-5050-0334-2 |
| Liste des chapitres : - 31. L'Illusion des fleurs (花惑い, Hana Madoi) - 32. L'Abîme du miroir (鏡が淵, Kagami ga Fuchi) - 33. Au pied de la foudre (雷の袂, Ikazuchi no Tamoto) - 34. La Voie des broussailles (première partie) (棘の道《前編》, Odoro no Michi « zenpen ») - 35. La Voie des broussailles (seconde partie) (棘の道《後編》, Odoro no Michi « kouhen ») |                  |                   |                   |                   |
| 8 | 23 février 2007  | 978-4-06-314442-0 | 6 juin 2008       | 978-2-5050-0315-1 |
| Liste des chapitres : - 36. La Vallée où jaillissent les flots (潮わく谷, Ushi wo Waku Tani) - 37. Les Profondeurs de l'hiver (冬の底, Fuyu no Soko) - 38. La Baie cachée (隠り江, Komori e) - 39. La Pluie de la sécheresse (日照る雨, Hi Teru Ame) - 40. Les Herbes de boue (泥の草, Doro no Kusa)                                                                      |                  |                   |                   |                   |
| 9 | 22 février 2008  | 978-4-06-314488-8 | 17 octobre 2008   | 978-2-5050-0363-2 |
| Liste des chapitres : - 41. Le Rouge qui demeure (残り紅, Nokori Beni) - 42. Quand le vent tourbillonne (風巻立つ, Shimaki Tatsu) - 43. Les Étoiles du ciel dans le puits (壺天の星, Ko Ten no Hoshi) - 44. L’Eau bleuissante (水碧む, Mizu Aomu) - 45. Coussin d'herbes (草の茵, Kusa no Shitone)                                                                        |                  |                   |                   |                   |
| 10 | 21 novembre 2008 | 978-4-06-314537-3 | 9 octobre 2009    | 978-2-5050-0710-4 |
| Liste des chapitres : - 46. Les Fils de lumière (光の緒, Hikari no O) - 47. L’Arbre éternel (常の樹, Tokoshie no Ki) - 48. Les Ténèbres fragrantes (香る闇, Kaoru Yami) - 49. Les Larmes des grelots (première partie) (鈴の雫《前編》, Suzu no Shizuku « zenpen ») - 50. Les Larmes des grelots (seconde partie) (鈴の雫《後編》, Suzu no Shizuku « kouhen »)            |                  |                   |                   |                   |

## Anime
La série animée Mushishi est une adaptation qui respecte scrupuleusement le manga d'origine. Seul l'ordre des histoires a été modifié, et quelques dialogues manquent dans chaque épisode du fait de la durée imposée. Les épisodes narrent tous une histoire différente, indépendante de celles des autres épisodes. La réalisation et le scénario des 26 épisodes de 25 minutes est confié à Hiroshi Nagahama. La série est produite au sein du studio Artland, le chara-design est assuré par Yoshihiko Umakoshi qui est aussi le directeur en chef de l’animation, avec Takeshi Waki comme directeur artistique. La série a été diffusée du 22 octobre 2005 au 18 juin 2006 sur Fuji TV. La série est éditée en France en DVD par Black Box.
Un épisode spécial d'une heure intitulé Mushishi Tokubetsu-hen: Hihamukage adaptant les deux chapitres parus en novembre et décembre 2013 a été diffusé sur Tokyo MX le 4 janvier 2014. Il est diffusé en version sous-titrée en streaming sur le site Crunchyroll. 
À la suite de cette diffusion, une seconde saison animée produite par la même équipe a été annoncée. Celle-ci est divisée en deux parties : la première est diffusée entre avril et juin 2014 sur Tokyo MX, et la seconde est diffusée entre octobre et décembre 2014. Les chapitres Odoro no Michi présents dans le tome 7 font l'objet d'un épisode spécial d'une heure diffusé le 20 août 2014. Dans les pays francophones, cette saison est diffusée en simulcast par Crunchyroll.
Un film d'animation adaptant le dernier chapitre, Suzu no Shizuku, est sorti le 16 mai 2015,.

### Musique
Les musiques qui composent cet anime sont réalisées par Toshio Masuda. Cet auteur a travaillé sur de nombreux projets dans l'animation japonaise, la plupart du temps en tant que compositeur. Pour la première saison, la musique du générique de début est The Sore Feet Song, composée par Ally Kerr. Pour la seconde saison, il s'agit de Shiver, par Lucy Rose.
Deux albums de bandes originales existe pour cette série d'animation : Mushishi Ongakushu OST 1 et Mushishi Daiichidan Mushinone OST 2.

## Film en prise de vues réelles
Une adaptation cinématographique en prise de vues réelles a été réalisée fin 2006 au Japon par Katsuhiro Ōtomo, le réalisateur d’Akira. Joe Odagiri y tient le rôle de Ginko. Il a été présenté en avant-première à la Mostra de Venise, avant de sortir le 24 mars 2007 au Japon. La musique est de Kuniaki Haishima.

## Récompenses
Mushishi a été récompensé par plusieurs prix dont le prix d'Excellence du Festival des arts médias de l'Agence pour les affaires culturelles dans la catégorie manga en 2003 et le prix du manga de son éditeur Kōdansha en 2006 dans la catégorie Général (seinen). Il a également décroché la médaille Gentoku de la meilleure série d'animation japonaise en 2010.

## Produits dérivés

### Publications
Un livre intitulé Mushishi Official Book (蟲師　Ｏｆｆｉｃｉａｌ　Ｂｏｏｋ) est sorti le 23 janvier 2006, deux livres basés sur le film live sont sortis le 23 février 2007 et le 22 mars 2007. Un artbook est sorti le 30 juin 2007

### Jeux vidéo
Une adaptation de la série intitulée Mushishi: Amefuru Sato (蟲師 〜天降る里〜) est sortie sur Nintendo DS au Japon le 31 janvier 2008,.

### Documentation
- Paul Gravett (dir.), « De 1990 à 1999 : Mushishi », dans Les 1001 BD qu'il faut avoir lues dans sa vie, Flammarion, 2012 (ISBN 2081277735), p. 714.